# Opilio saxatilis
Opilio saxatilis is een hooiwagen uit de familie van de echte hooiwagens (Phalangiidae).